# 조반니 파올로 파니니
조반니 파올로 파니니(이탈리아어: Giovanni Paolo Panini, 1691년 6월 17일~1765년 10월 21일) 또는 잔 파올로 파니니(이탈리아어: Gian Paolo Panini)는 로마에서 활동한 이탈리아 바로크 화가이자 건축가로, 주로 베두티스티(vedutisti, 풍경 화가) 중 한 명으로 알려져 있다. 파니니는 로마의 풍경을 그린 것으로 가장 잘 알려져 있으며, 또한 그는 로마의 고대 유물에 특별한 관심을 가졌다. 그의 가장 유명한 작품으로는 프란체스코 알가로티의 의뢰로 판테온의 내부를 그린 그림과 로마 풍경이 담긴 화랑을 그린 그림인 베두타가 있다. 그의 대부분의 작품, 특히 폐허를 소재로 한 작품들은 카프리치오 풍의 화려하고 비현실적인 장식을 특징으로 한다. 이 점에서 그의 작품들은 마르코 리치의 카프리치와 유사하다. 파니니는 또한 교황 베네딕토 14세 등 여러 초상화도 그렸다.

## 생애
젊은 시절, 파니니는 고향인 피아첸차에서 주세페 나탈리(Giuseppe Natali)와 안드레아 갈루치(Andrea Galluzzi) 그리고 무대 디자이너 프란체스코 갈리 비비에나(Francesco Galli Bibiena) 밑에서 훈련을 받았다. 1711년에 그는 로마로 이사하여 베네데토 루티에게서 그림을 공부했다.
1724년 그는 로마 아카데미 드 프랑스의 이사인 니콜라 블뢰겔의 처제 고서트(Gossert) 양과 결혼하여 두 아들을 두었다. 두 아들 모두 아버지를 따라 예술 쪽으로 활동했는데, 첫째 주세페 파니니(로마, 1720년~1812년)는 건축가가 되었으며  둘째 프란체스코 파니니(로마, 1745년~1812년) 역시 건축가와 화가로 활동했다.
로마에서 파니니는 궁전 장식가로 명성을 얻었다. 대표 작품으로는 Villa Patrizi(1719~1725), Palazzo de Carolis(1720), Seminario Romano (1721~1722) 등이 있다. 1719년에 파니니는 Congregazione dei Virtuosi al Pantheon에 들어갔다. 그는 로마의 산 루카 아카데미와 로마 아카데미 드 프랑스에서 학생들을 가르쳤으며, 그곳에서 장오노레 프라고나르에게 영향을 미쳤다고 전해진다. 1754년에는 산 루카 아카데미의 총장(관장)으로 임명되었다.
스페인 군주들은 필리포 유바라의 의뢰를 받아 라 그랑하 데 산 일데폰소 왕궁의 래커 룸(Lacquer Room) 장식에 그림을 보낼 정도로 그의 작품을 높이 평가했다. 또한 카를로스 4세 국왕은 왕자 시절에 그의 작품 중 여러 점을 구입했는데, 현재 프라도 미술관과 왕궁에 보관되어 있다.
파니니는 1765년 10월 21일 로마에서 사망했다.

## 유산

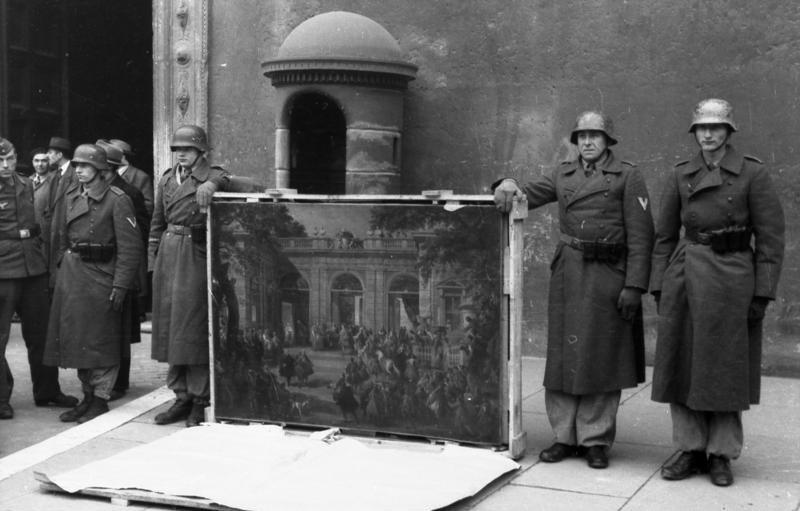
1944년 파니니의 그림(King Charles III Visiting Pope Benedict XIV at the Coffee House of the Palazzo del Quirinale, 당시 나폴리 박물관에서 약탈된 그림)과 함께 포즈를 취하는 독일군

파니니의 스튜디오에는 위베르 로베르와 파니니의 아들 프란체스코 파니니가 있었다. 그의 스타일은 그의 제자 안토니오 졸리, 샤를루이 클레리소 뿐만 아니라 카날레토와 베르나르도 벨로토와 같은 다른 베두티스티들에게 영향을 미쳤다. Marlow, Skelton, Derby의 Wright와 같은 일부 영국 풍경화가도 그의 카프리치 양식을 모방했다.
파니니는 화가 또는 건축가였을 뿐만 아니라, 로마 프랑스 아카데미에서 원근법과 광학을 가르치는 교수이기도 했다. 원근법을 능숙하게 사용했던 파니니는 후에 파노라마 뷰를 렌더링하는 데 도움이 되는 "파니니 프로젝션"을 만드는 데 영감을 주었다.
파니니의 작품은 프라도 미술관, 루브르 박물관, 카포디몬테 미술관, 티센보르네미사 미술관, 에르미타시 박물관, 푸시킨 미술관, 슈투트가르트 미술관, 베를린 국립박물관, 퀴리날레 궁전, 톨레도 미술관, 미시간 대학교 미술관, 브루클린 미술관, 세인트루이스 미술관, 디트로이트 미술관, 보스턴 미술관, 게티 센터, 메트로폴리탄 미술관, 넬슨-앳킨스 미술관, 버지니아 미술관, 월터스 미술관, 하버드 미술관, 필라델피아 미술관, 및 인디애나폴리스 미술관 등 전 세계 많은 박물관의 상설 컬렉션에 소장되어 있다.

## 작품

### 역사화

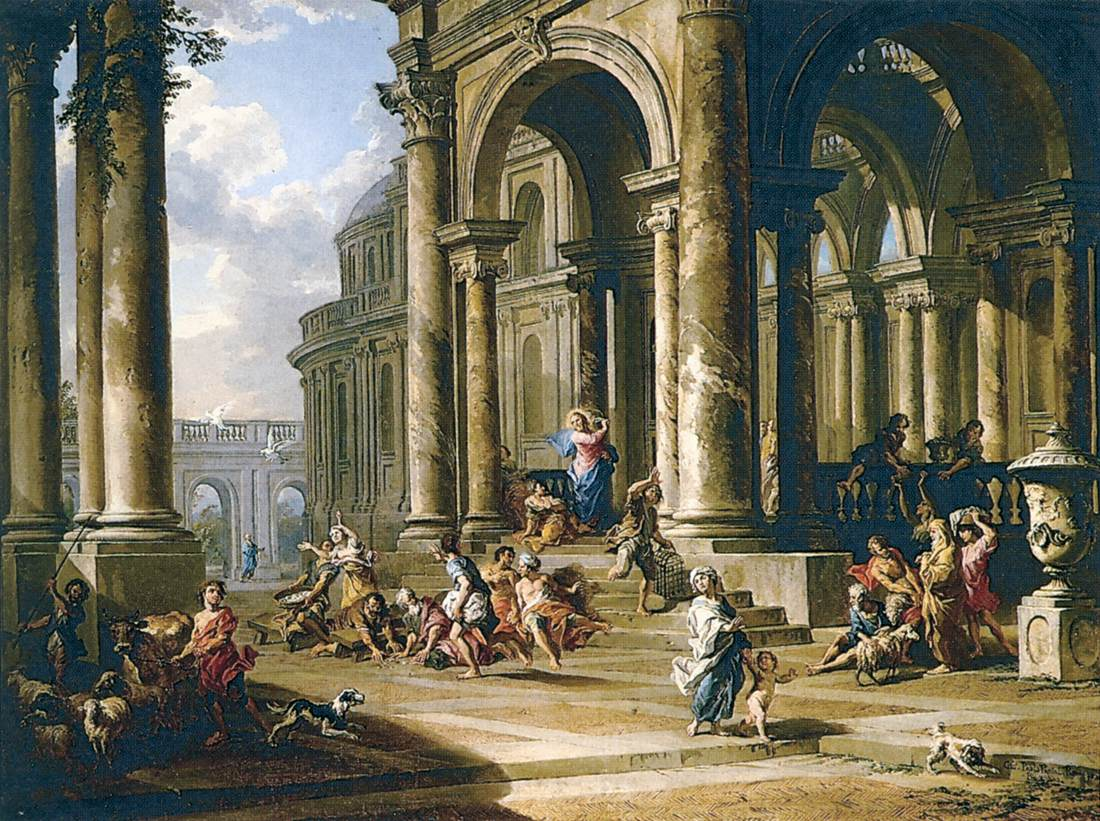
《예수의 성전 정화》, 1724년경, 티센보르네미사 미술관
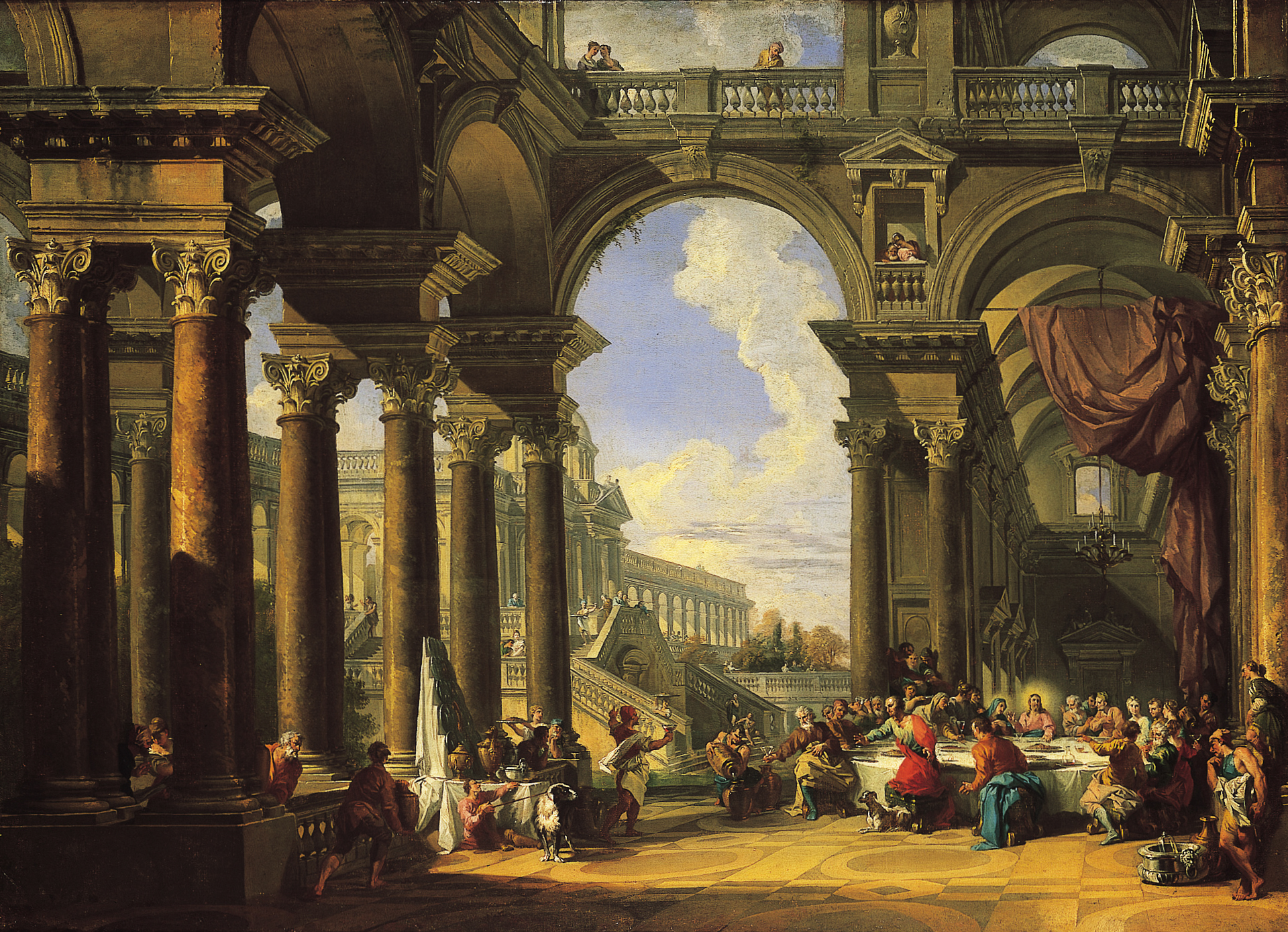
《가나의 혼인잔치》, 1725년경, 스피드 미술관
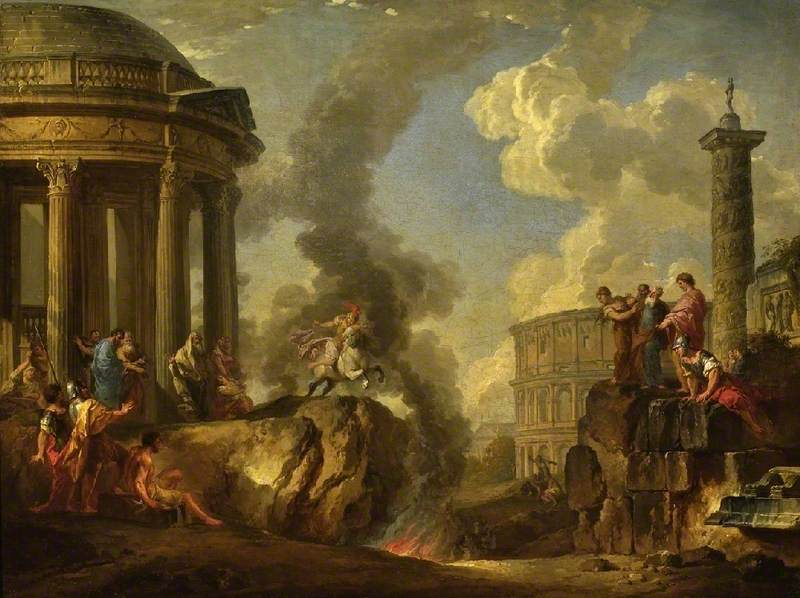
《깊은 구렁으로 뛰어드는 마르쿠스 쿠르티우스》, 피츠윌리엄 박물관
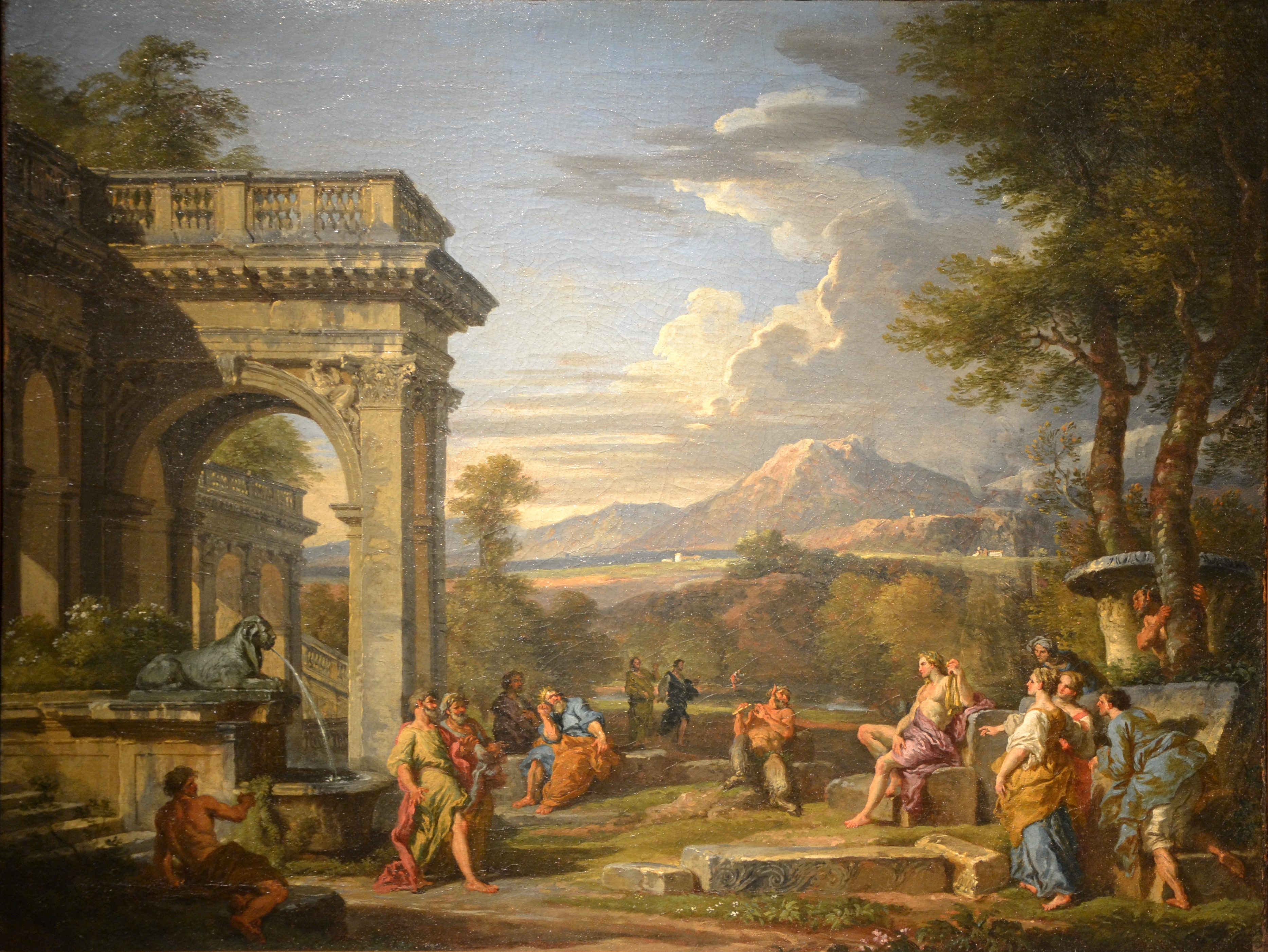
《아폴론과 마르스》

### 카프리치

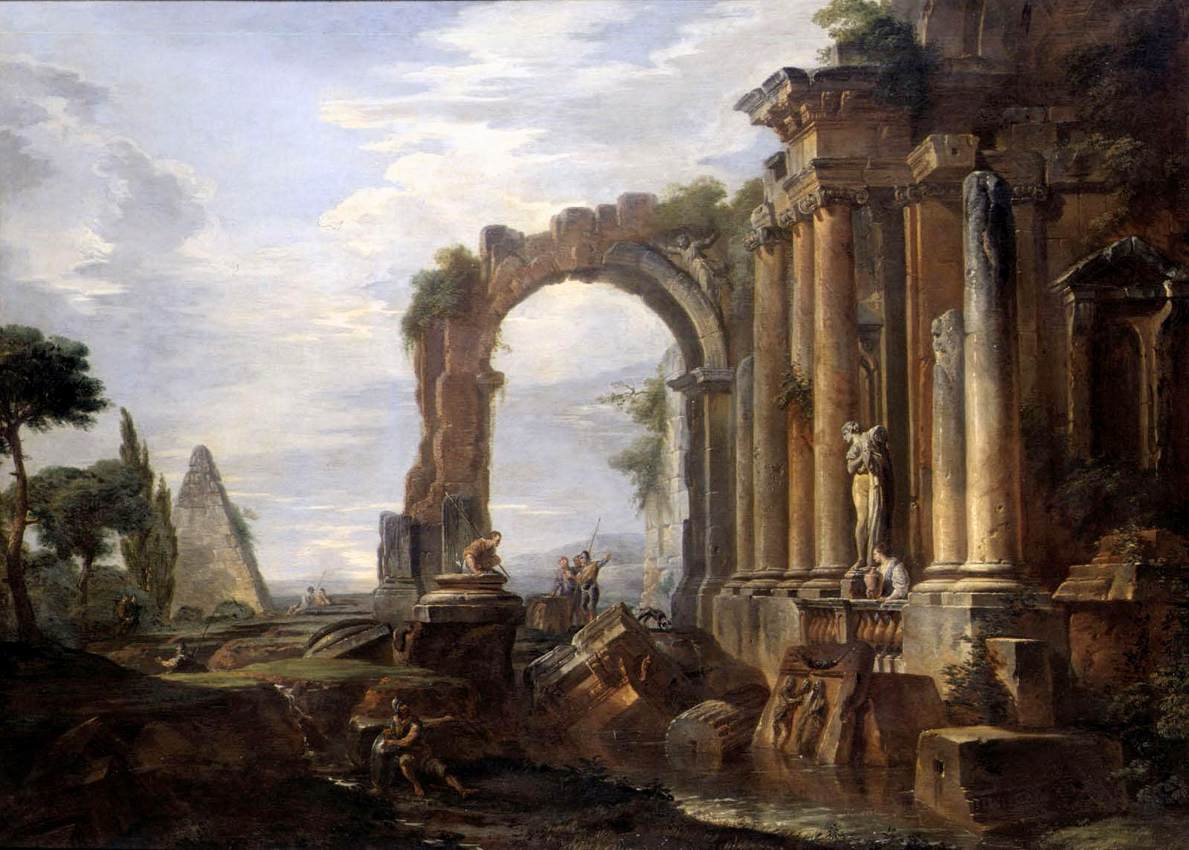
《고전 유적의 카프리치오》, 1725년에서 1730년 사이
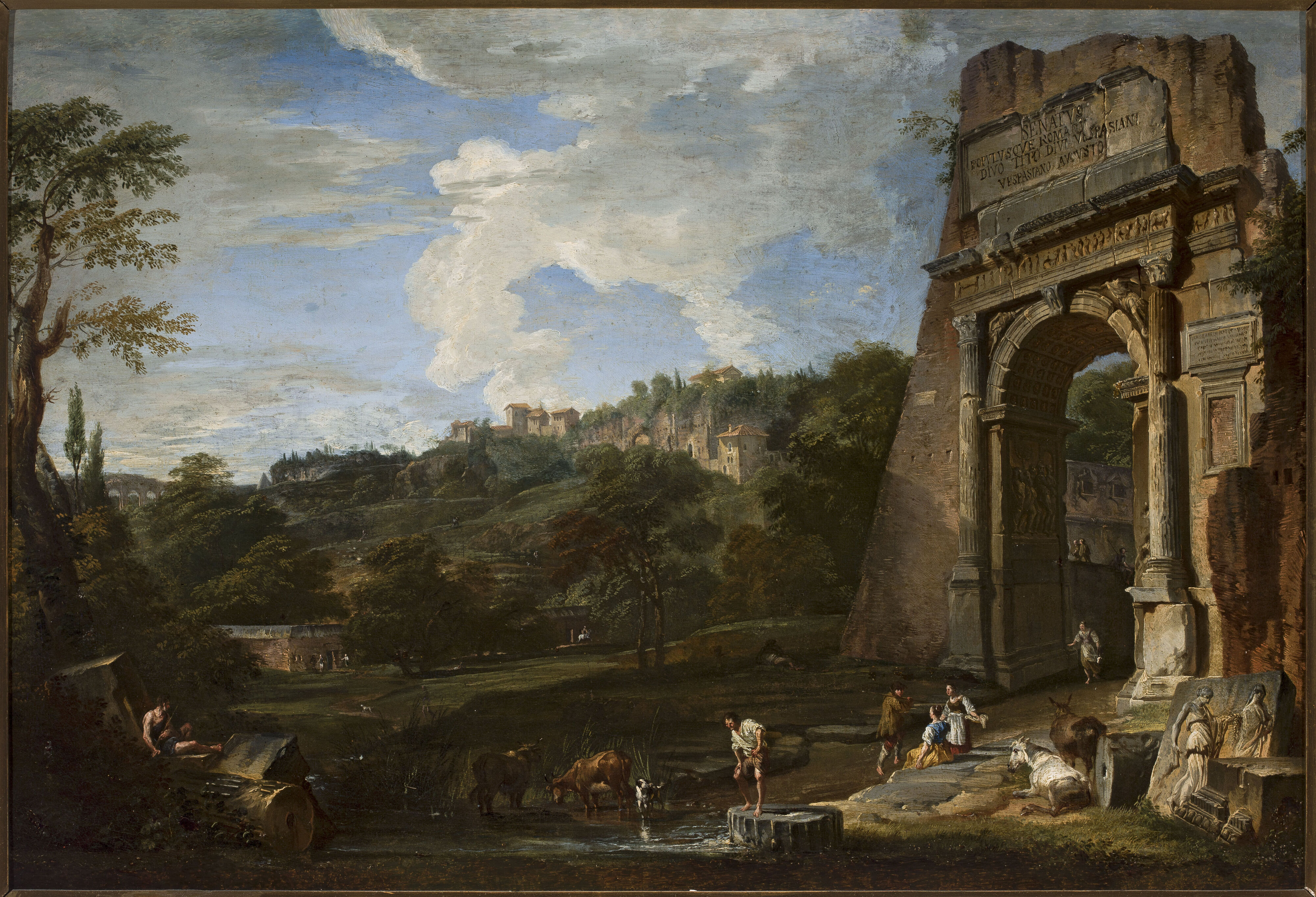
《티투스 개선문이 있는 풍경》, 바르샤바 국립미술관
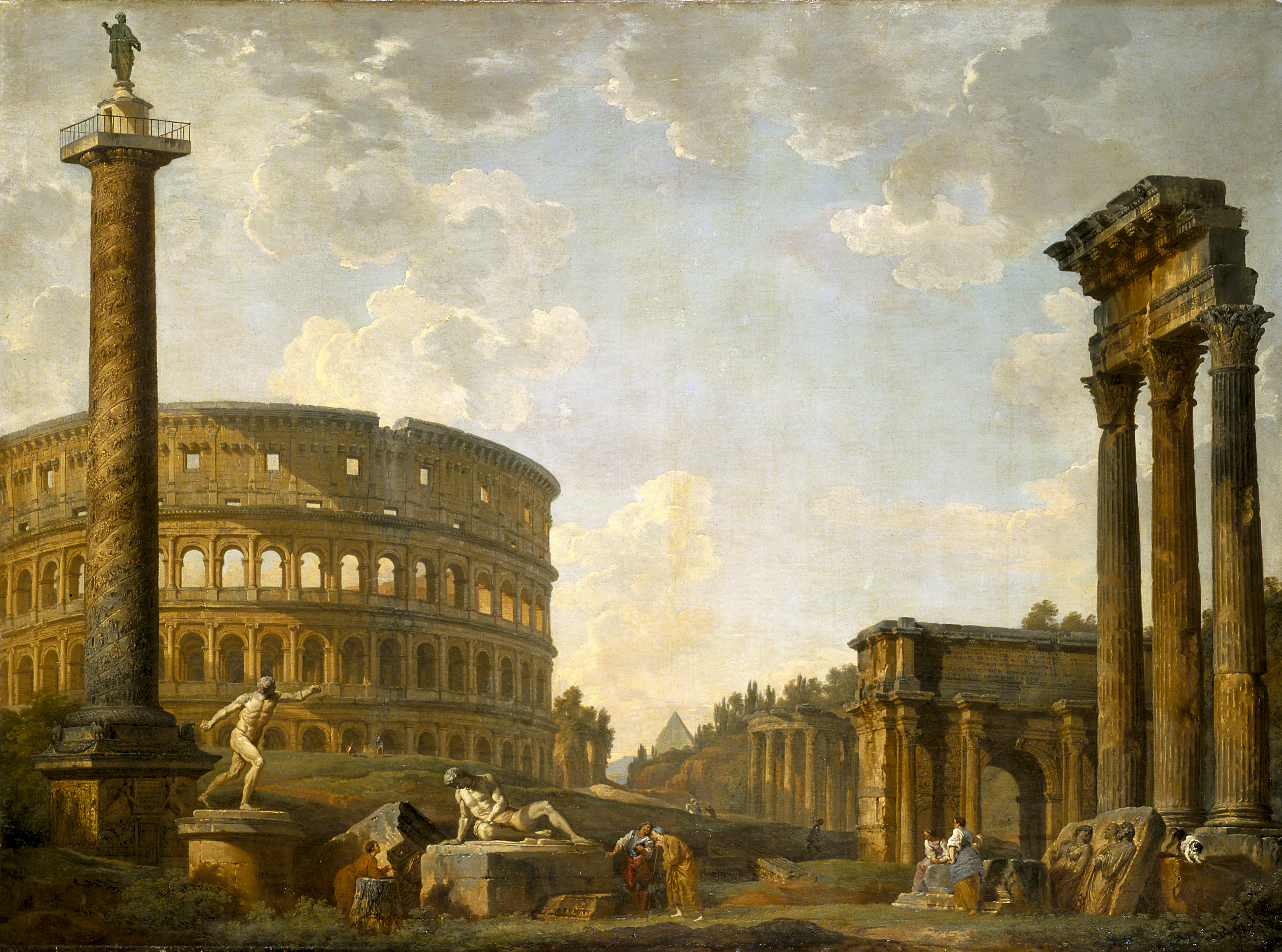
《로마의 카프리치오: 콜로세움 및 기타 기념물》, 1735년, 인디애나폴리스 미술관
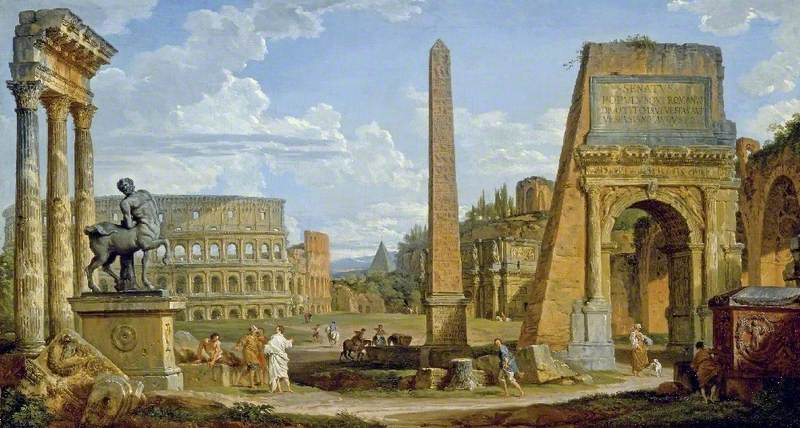
《로마 유적의 카프리치오》, 1737년, 피츠윌리엄 박물관
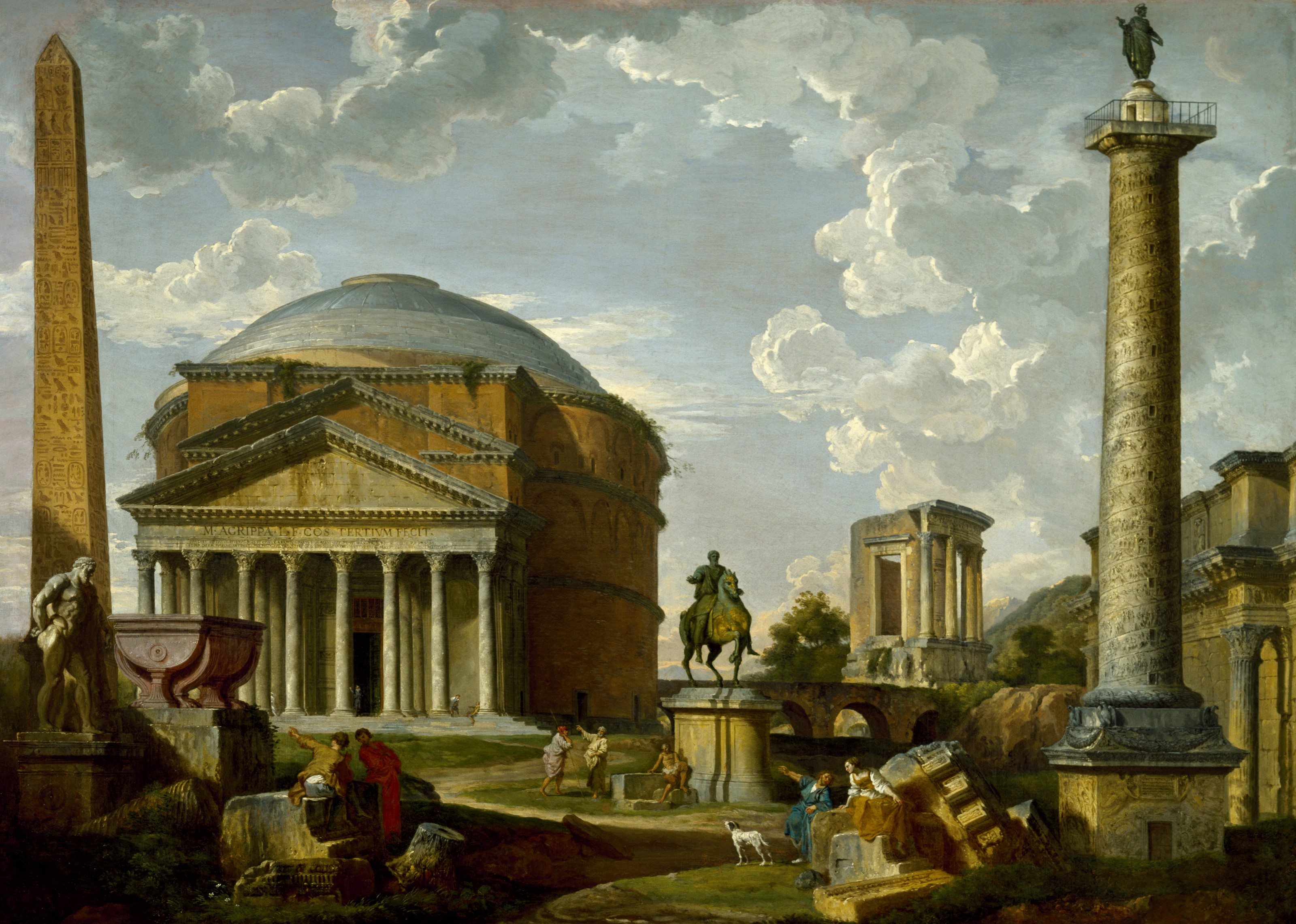
《고대 로마의 판테온 및 기타 기념물이 있는 환상적인 풍경》, 1737년, 휴스턴 미술관
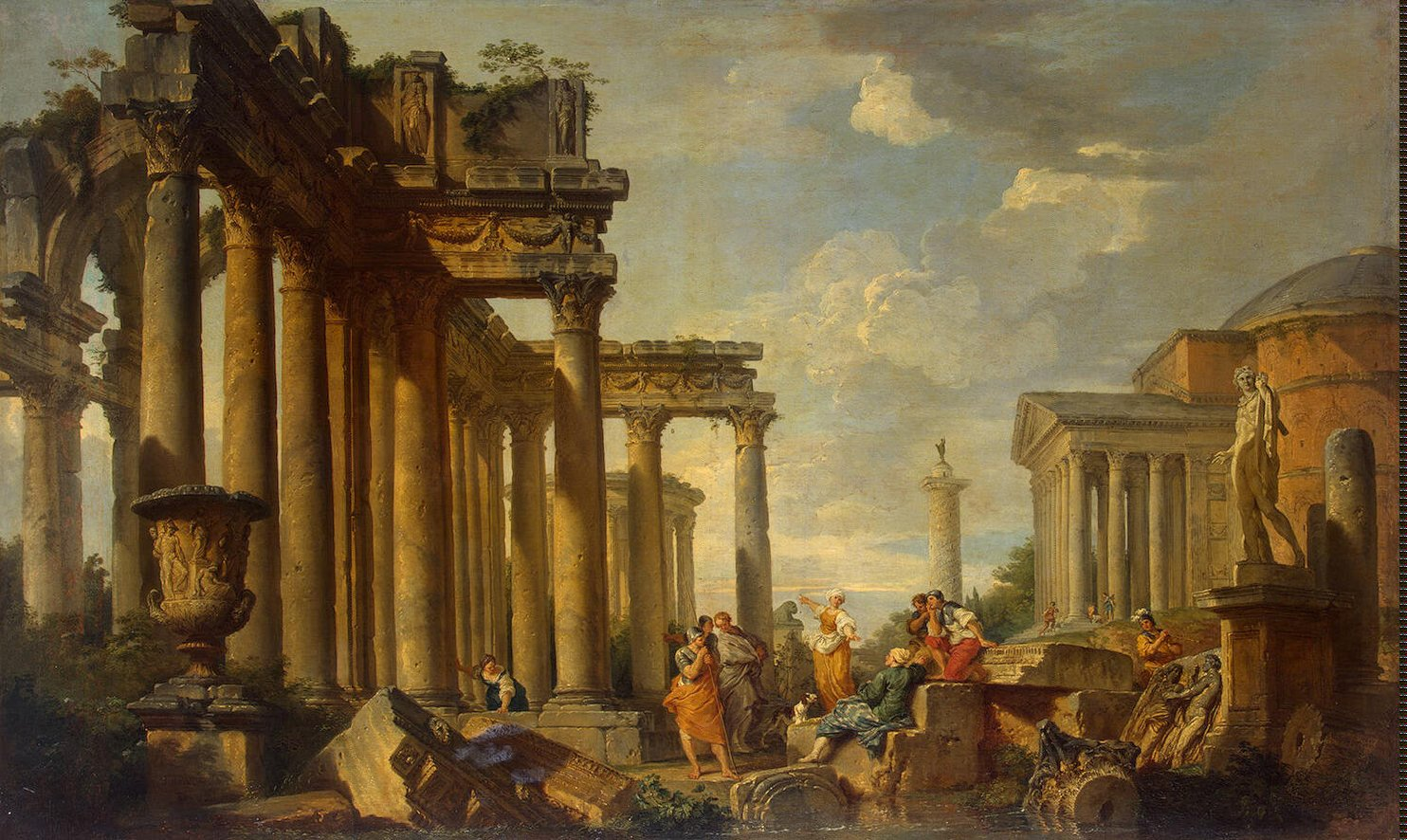
《아폴로 동상이 있는 로마 유적지에서의 성 시빌의 설교》, 1740년대, 에르미타시 박물관
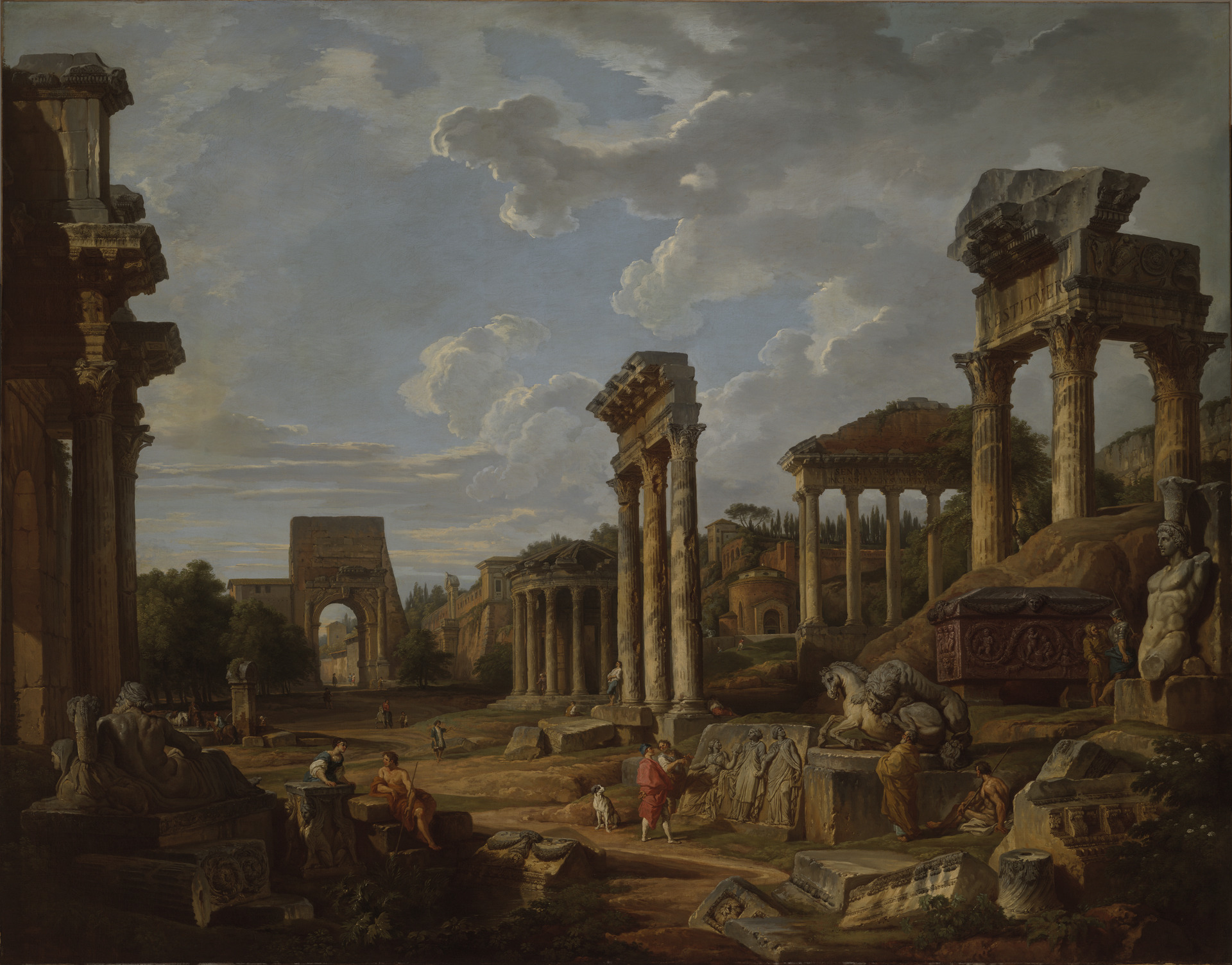
《로마 포럼의 카프리치오》, 1741년, 예일 대학교 미술관
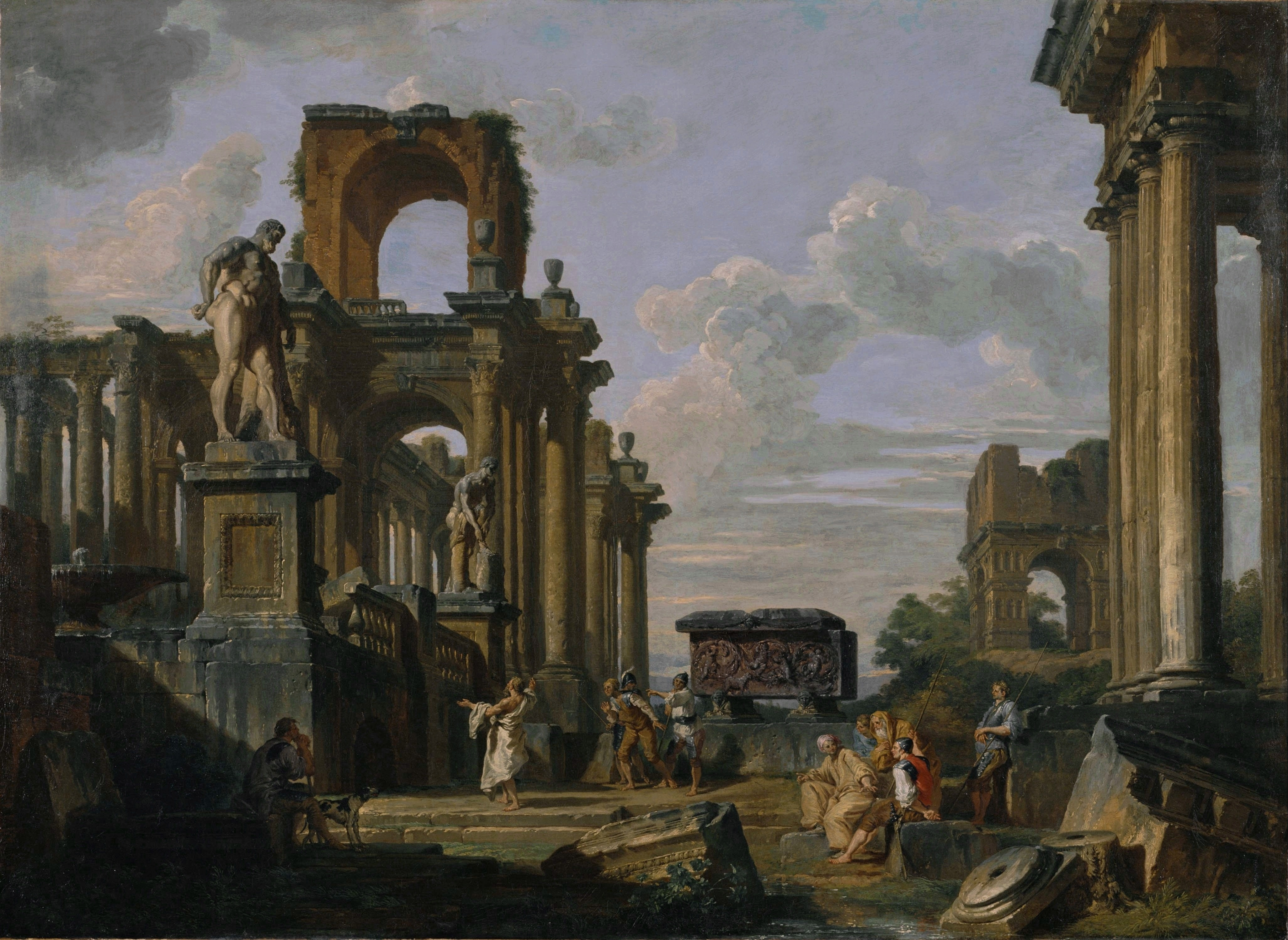
《철학자와 군인이 있는 로마 포럼의 건축 카프리치오》, 1745년~1750년경, 국립서양미술관

### 베두타(현대 로마)

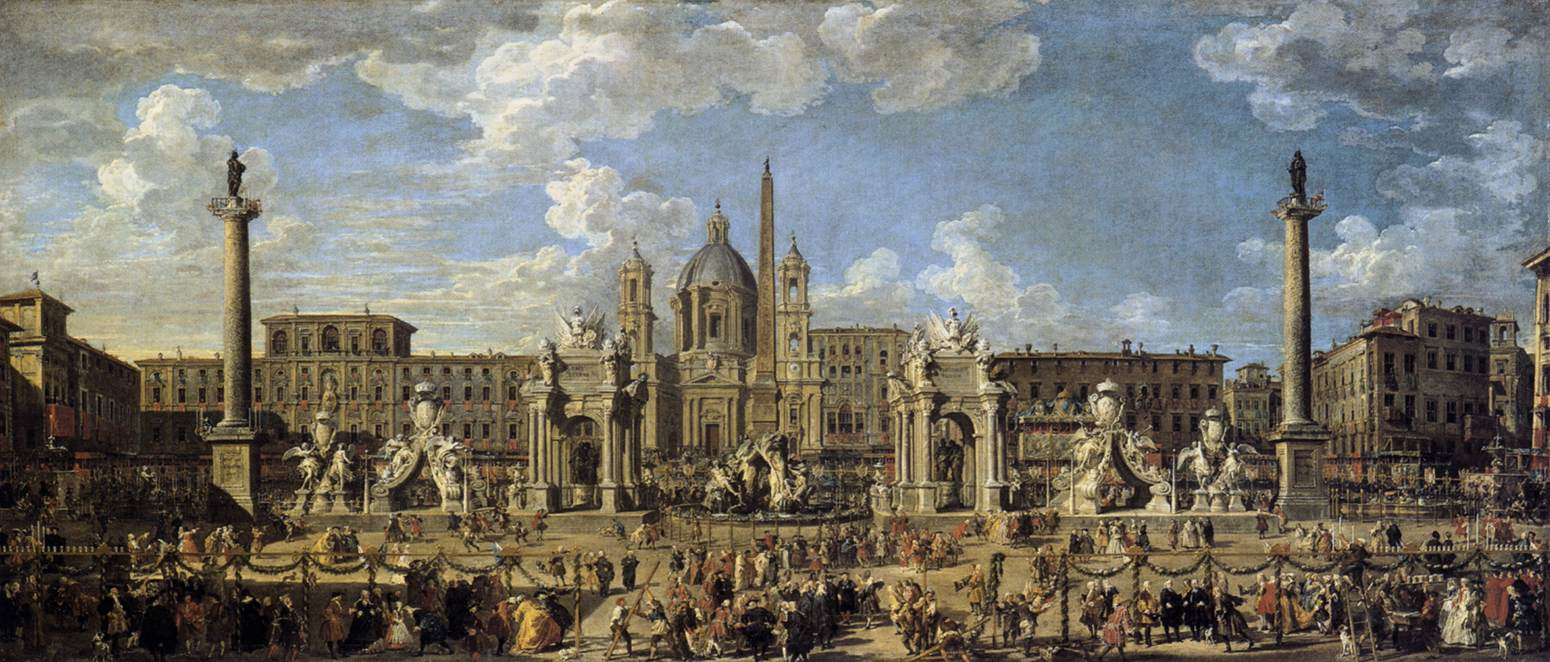
《로마 나보나 광장》, 1729년, 루브르 박물관
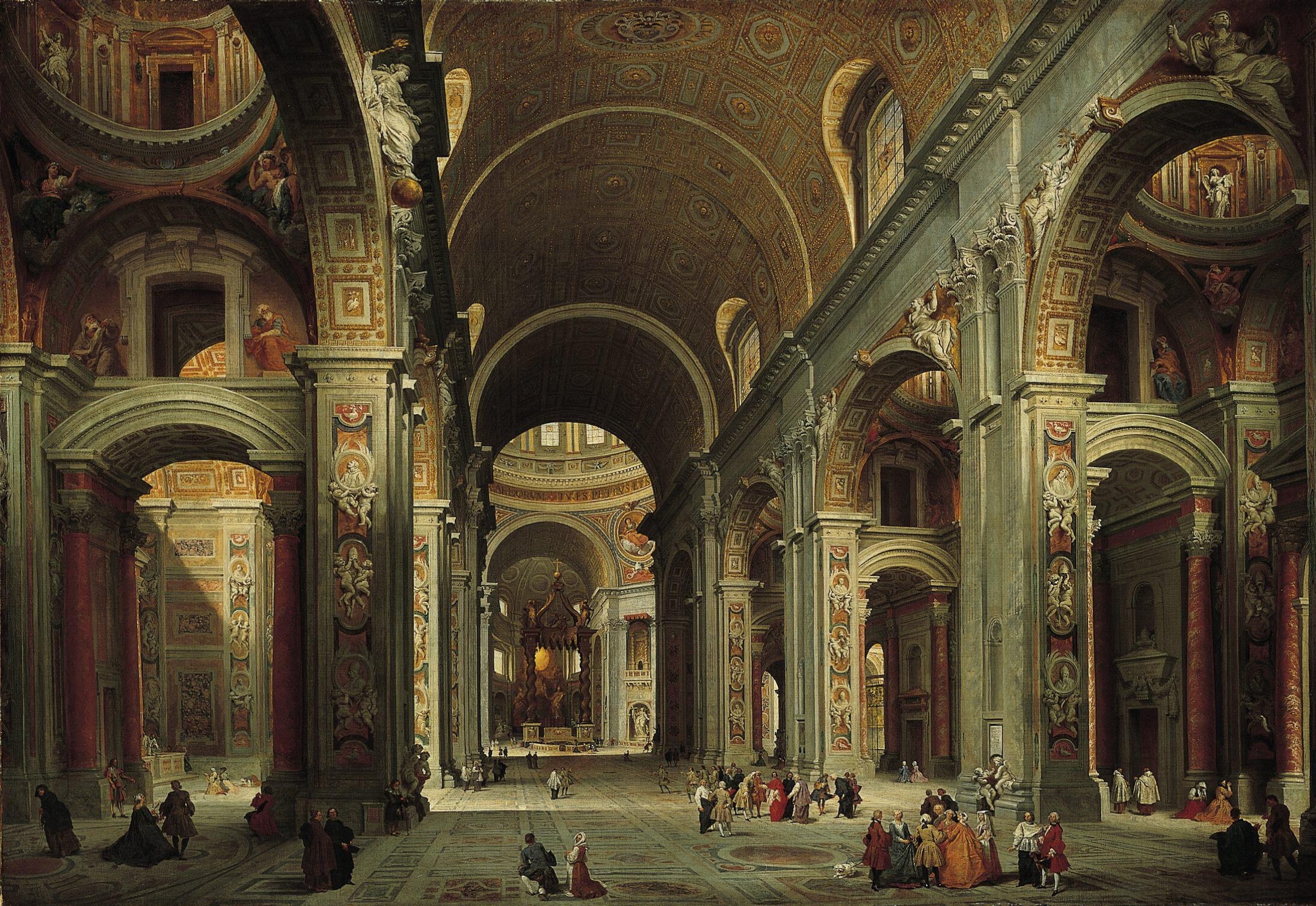
《바티칸 성 베드로 대성전의 신도석》, 1735년, 노턴 사이먼 박물관
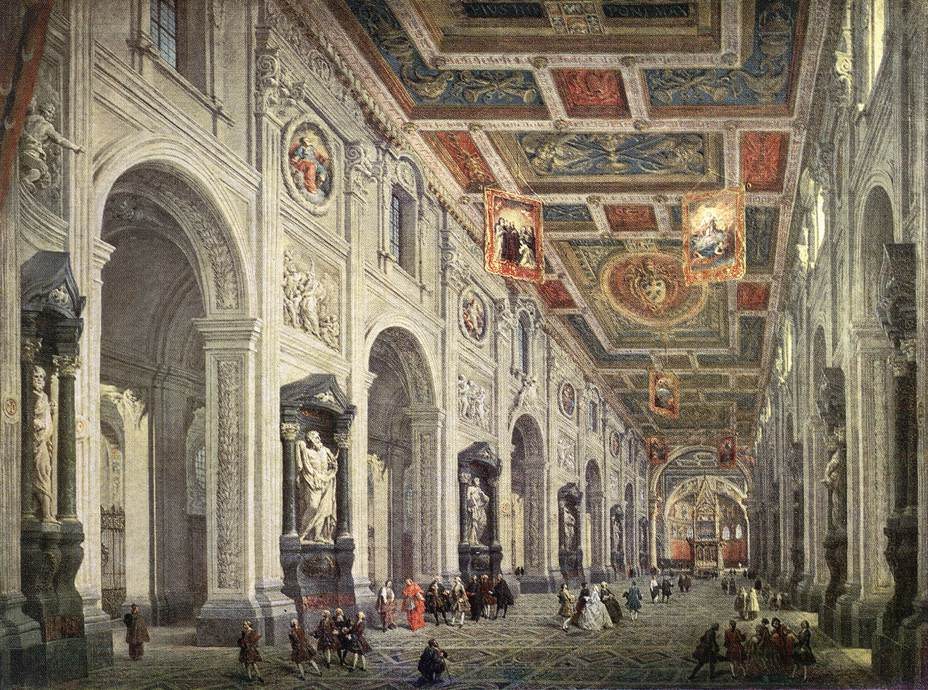
《산 조반니 인 라테라노 성당의 내부》, 푸시킨 미술관
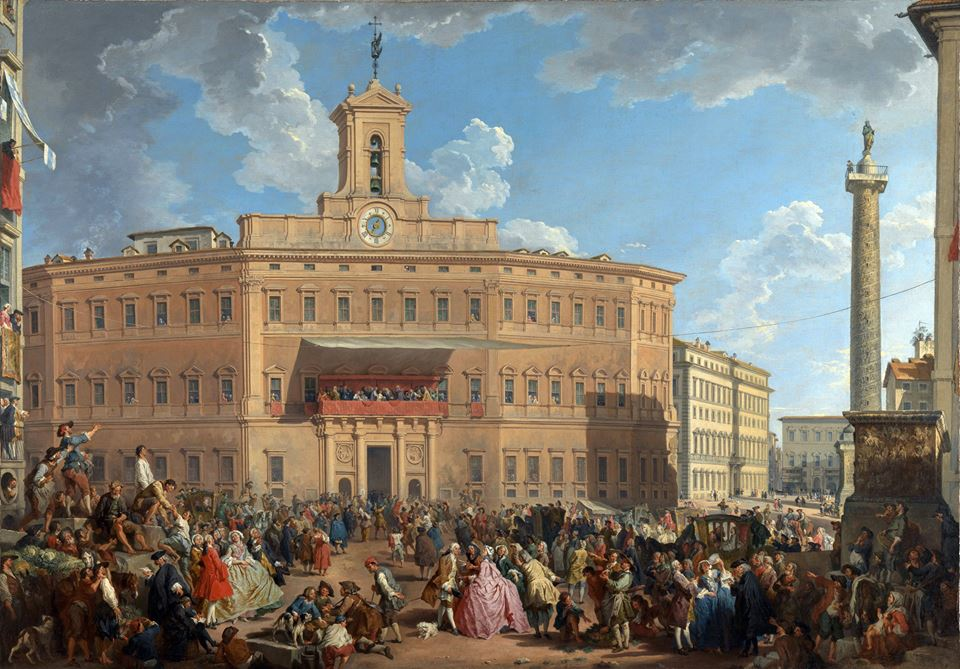
《몬테치토리오 광장에서 열린 복권 추첨》, 1743년, 내셔널 갤러리
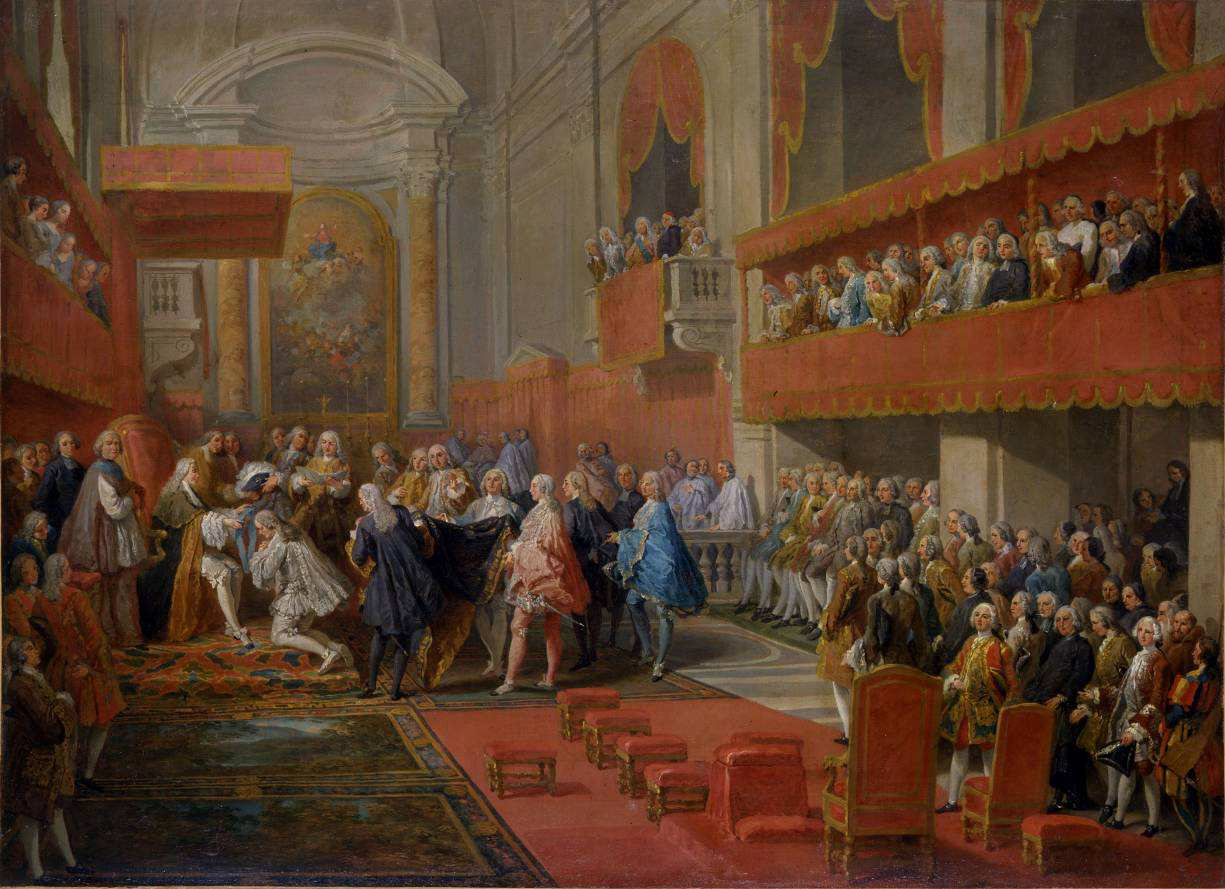
《1737년 9월 15일, 생 루이 드 프랑세 교회에서 바이니 왕자에게 성령 훈장을 전달하는 생테냥 공작》, 1745년경
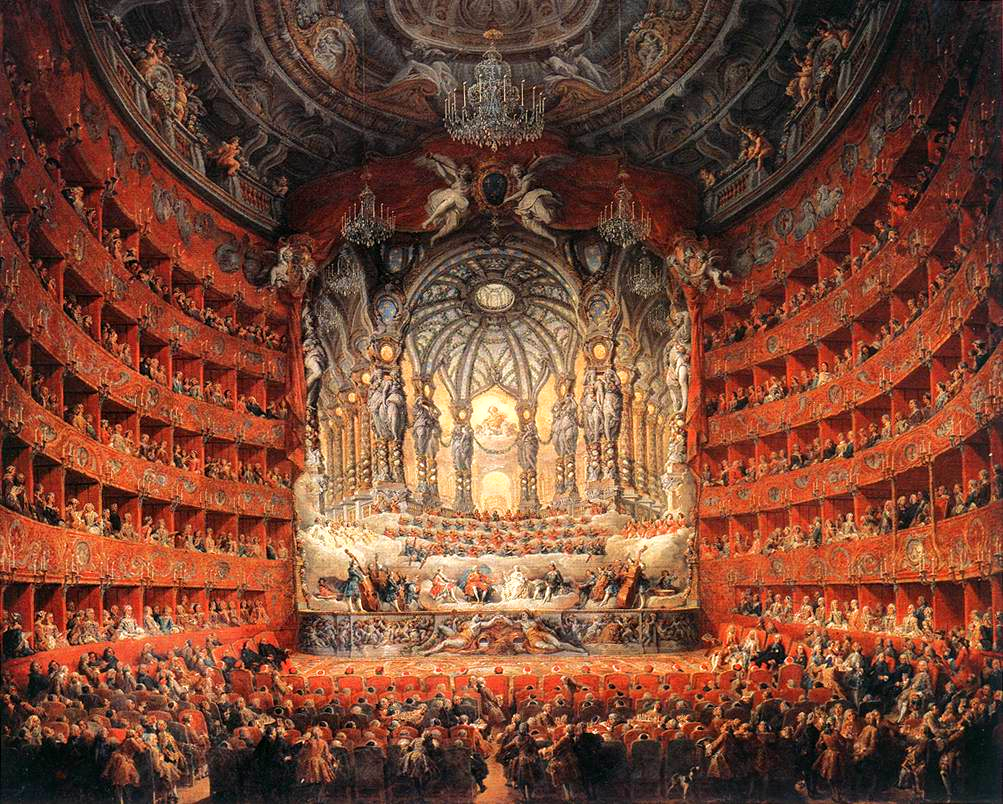
《1747년 로마의 티에트로 아르젠티나에서 루이 15세의 아들 도팽의 결혼식을 맞아 라 로슈푸코 추기경이 개최한 음악 연회》, 1747년, 루브르 박물관
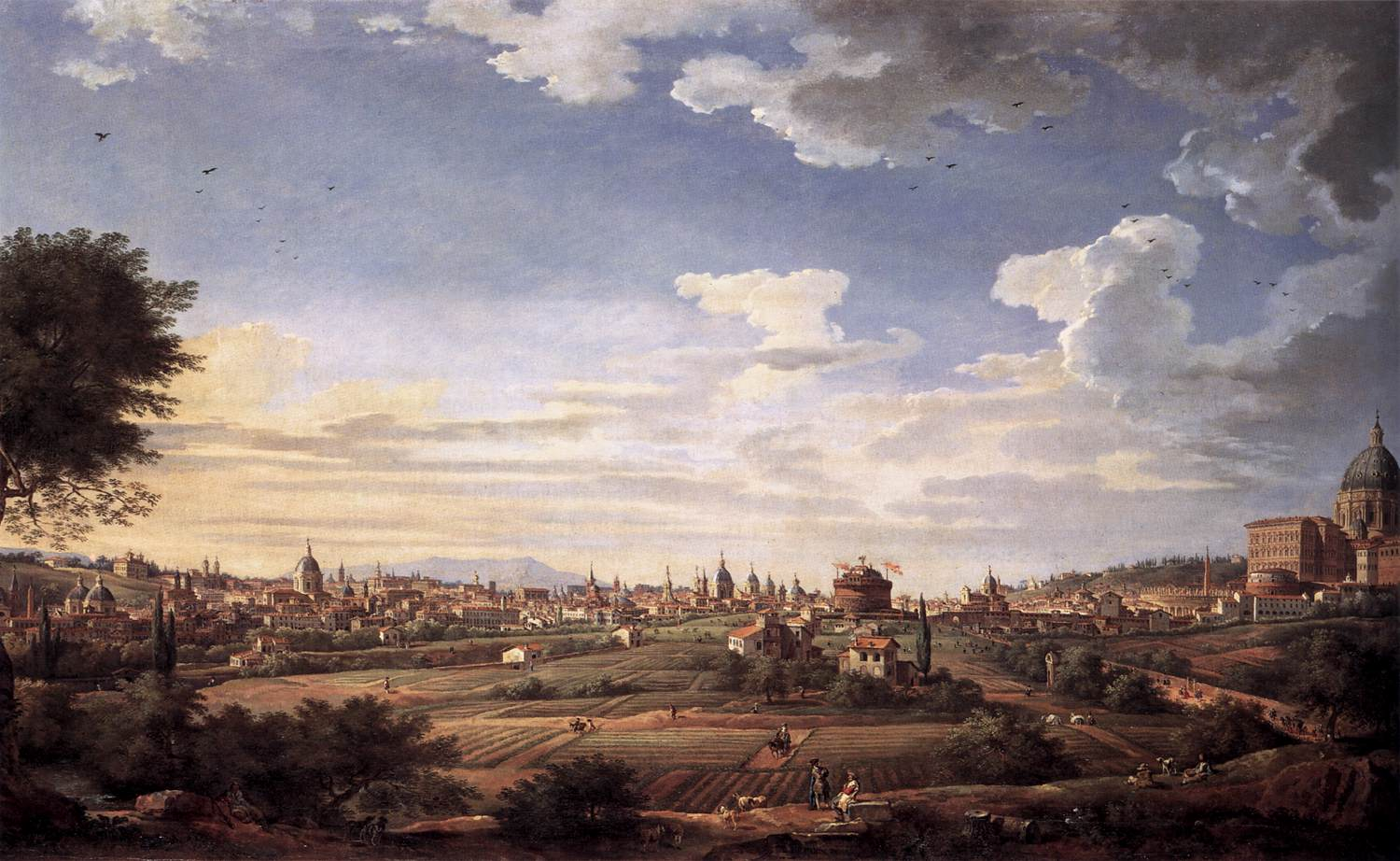
《남동쪽 마리오 산에서 바라본 로마의 풍경》, 1749년, 베를린 국립회화관
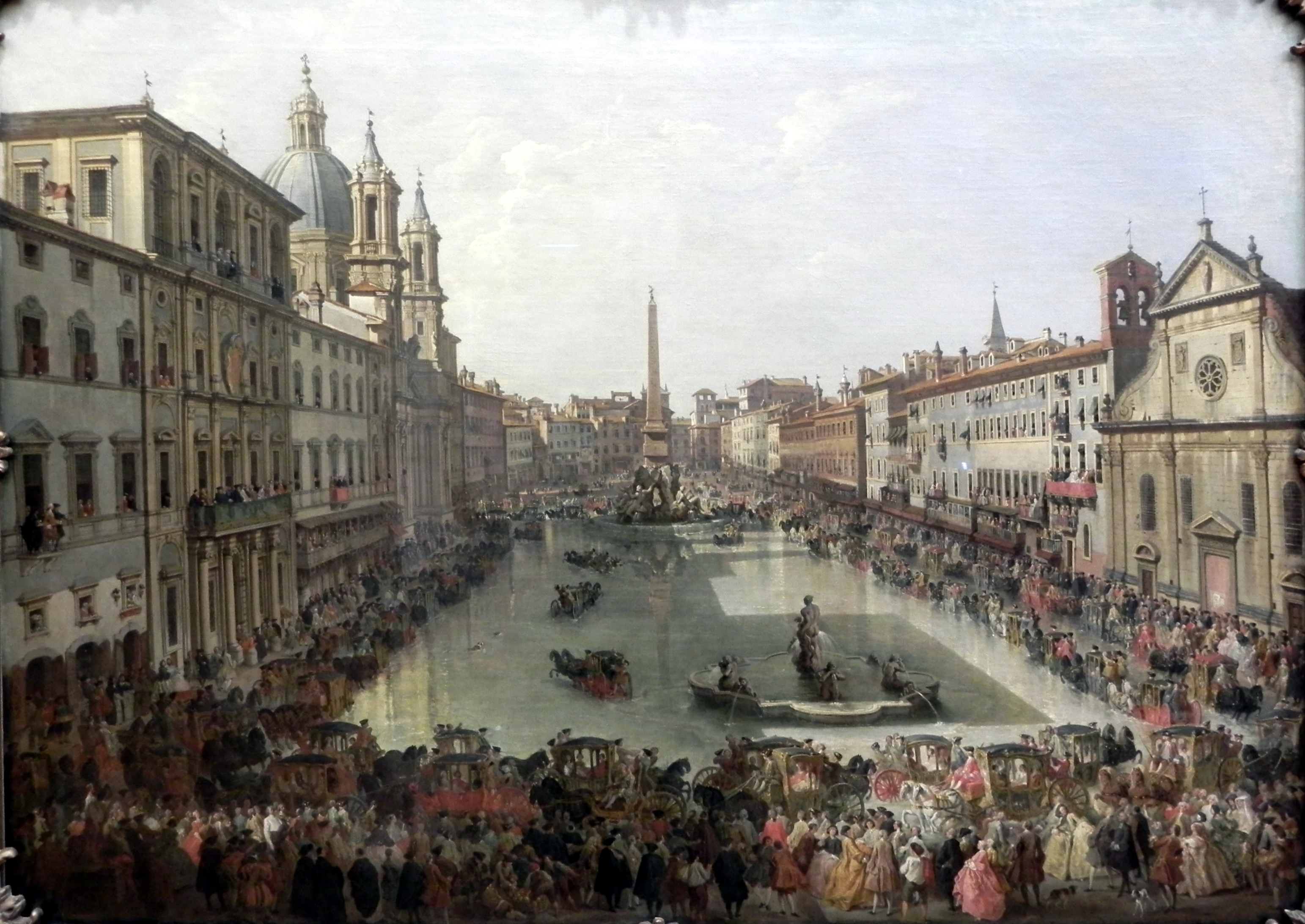
《로마 나보나 광장》, 1756년, 하노버 주립박물관
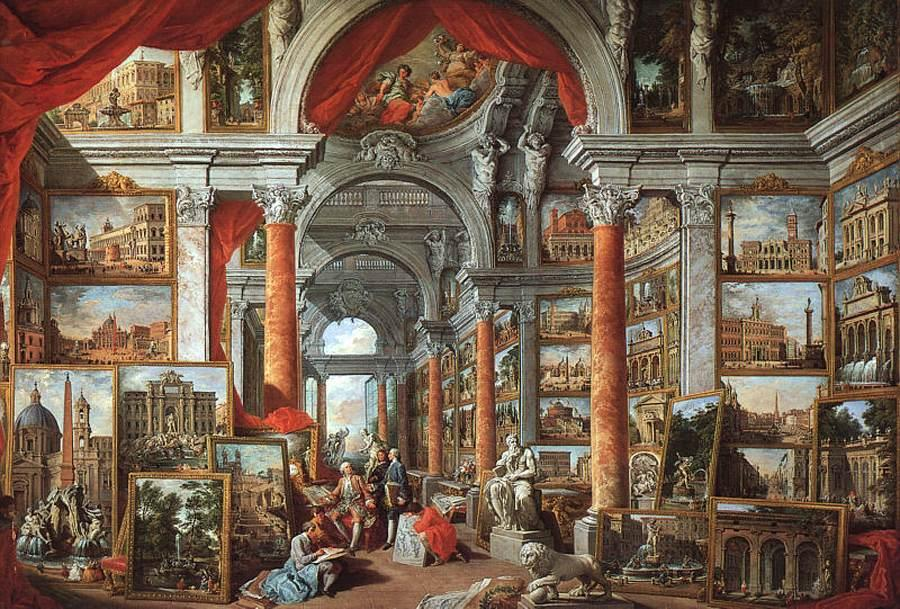
《현대 로마의 풍경이 있는 그림 갤러리》, 1757년, 보스턴 미술관
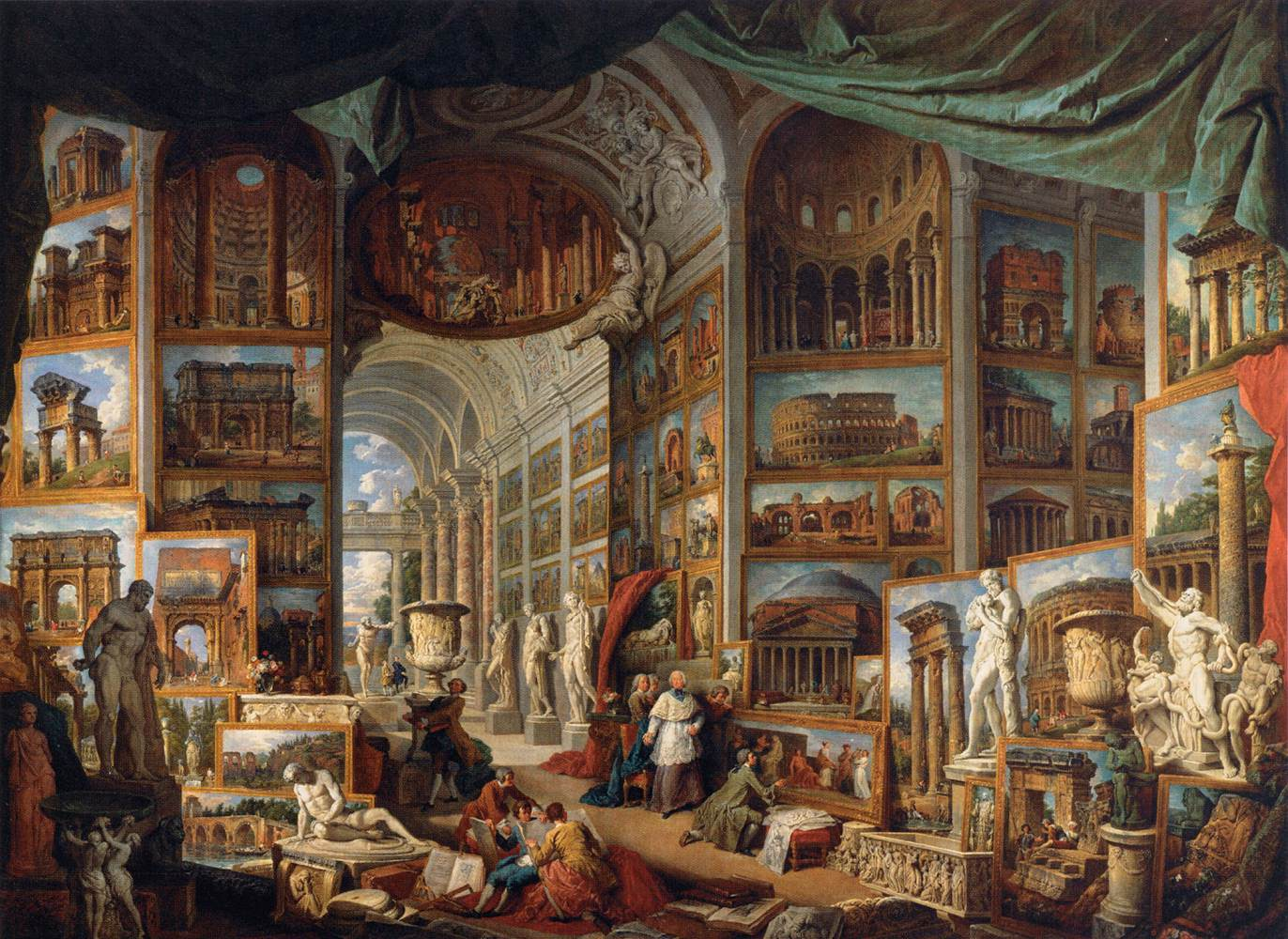
《고대 로마 그림 갤러리》, 1758년, 루브르 박물관

### 소묘

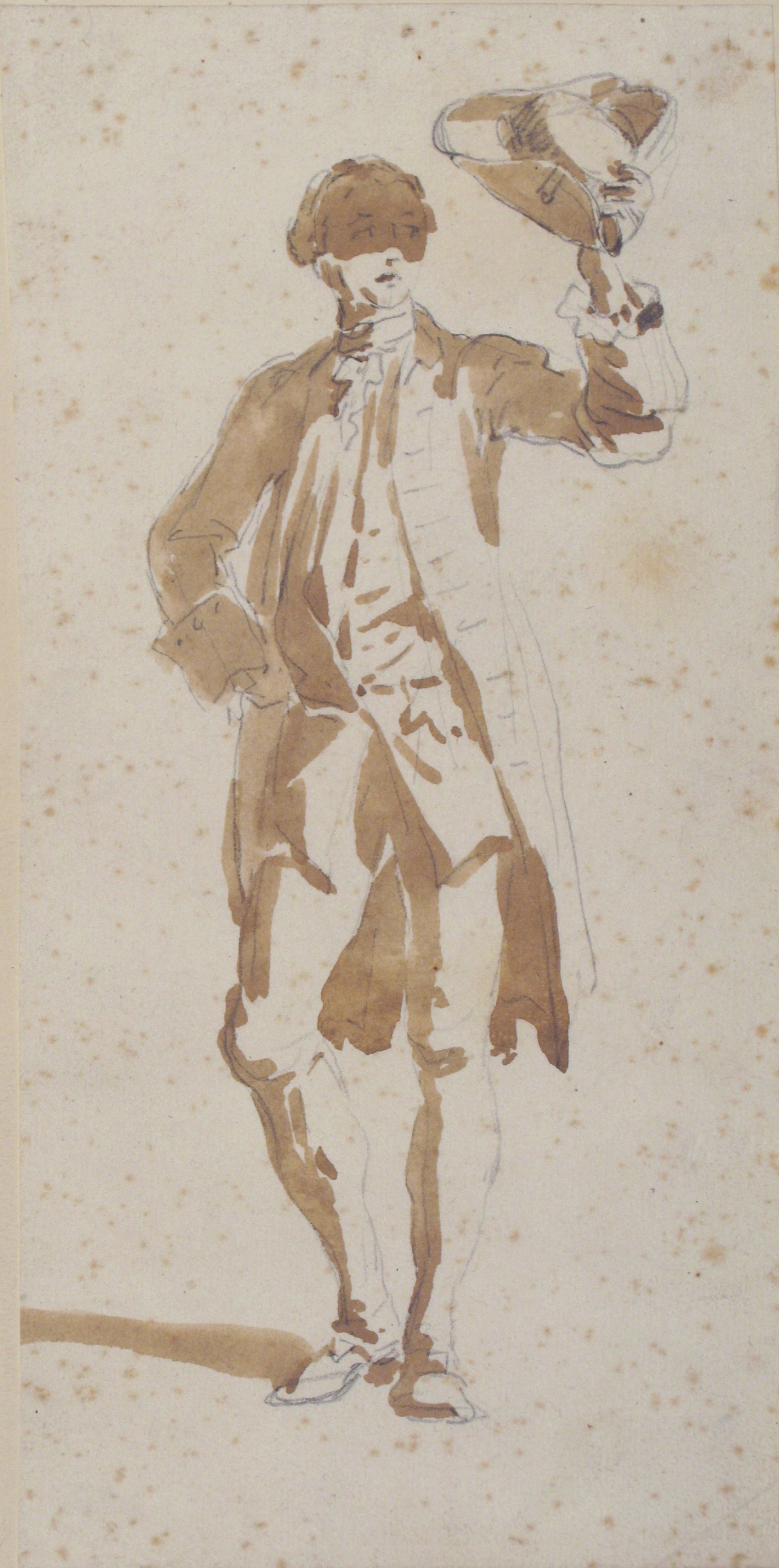
《트리코르느로 얼굴을 가린 남자》, 메트로폴리탄 미술관
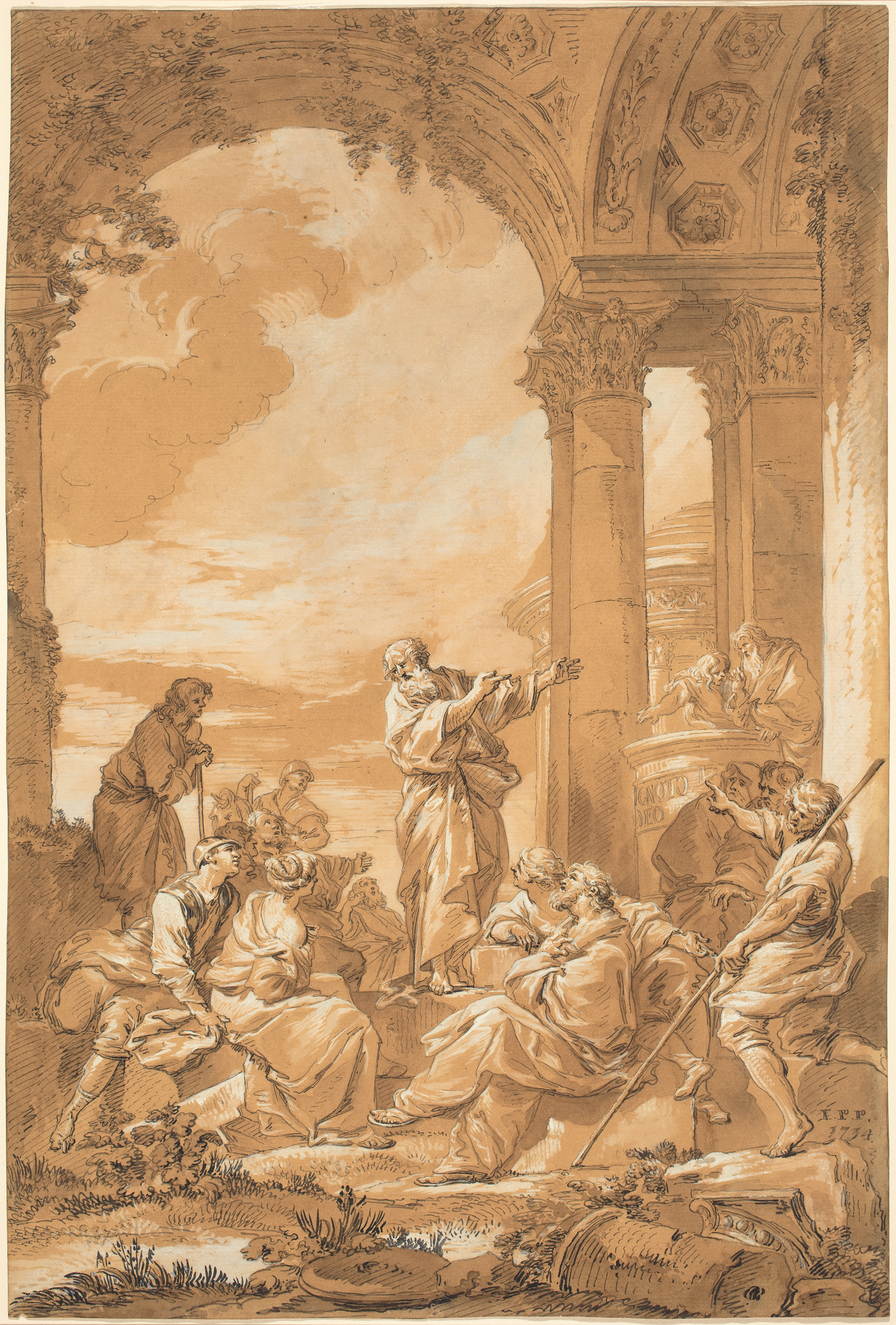
《아테네에서 설교하는 성 바울》, 1734년, 내셔널 갤러리 오브 아트
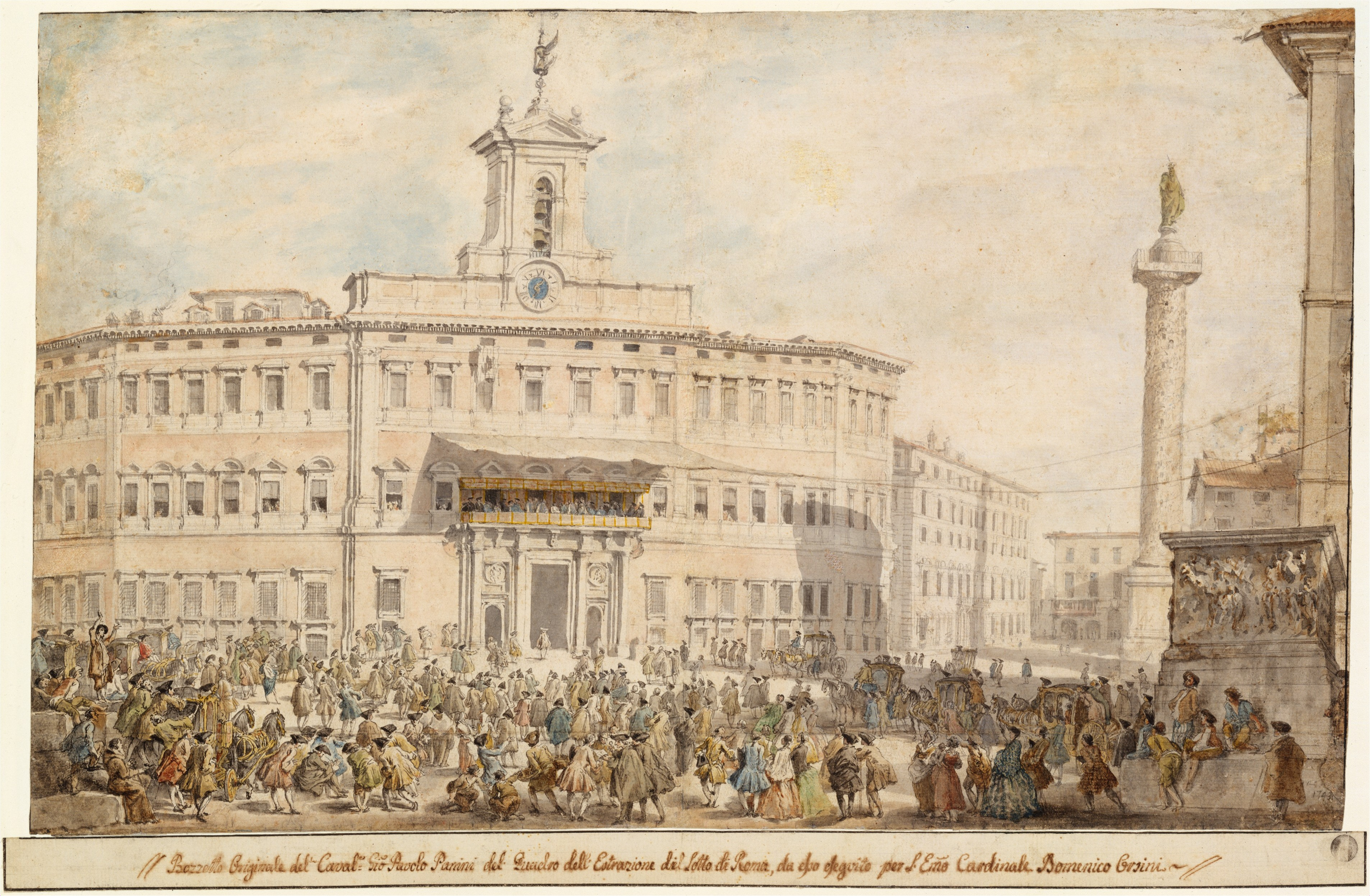
《몬테치토리오 광장에서 열린 복권 추첨》, 1743년~1744년, 메트로폴리탄 미술관
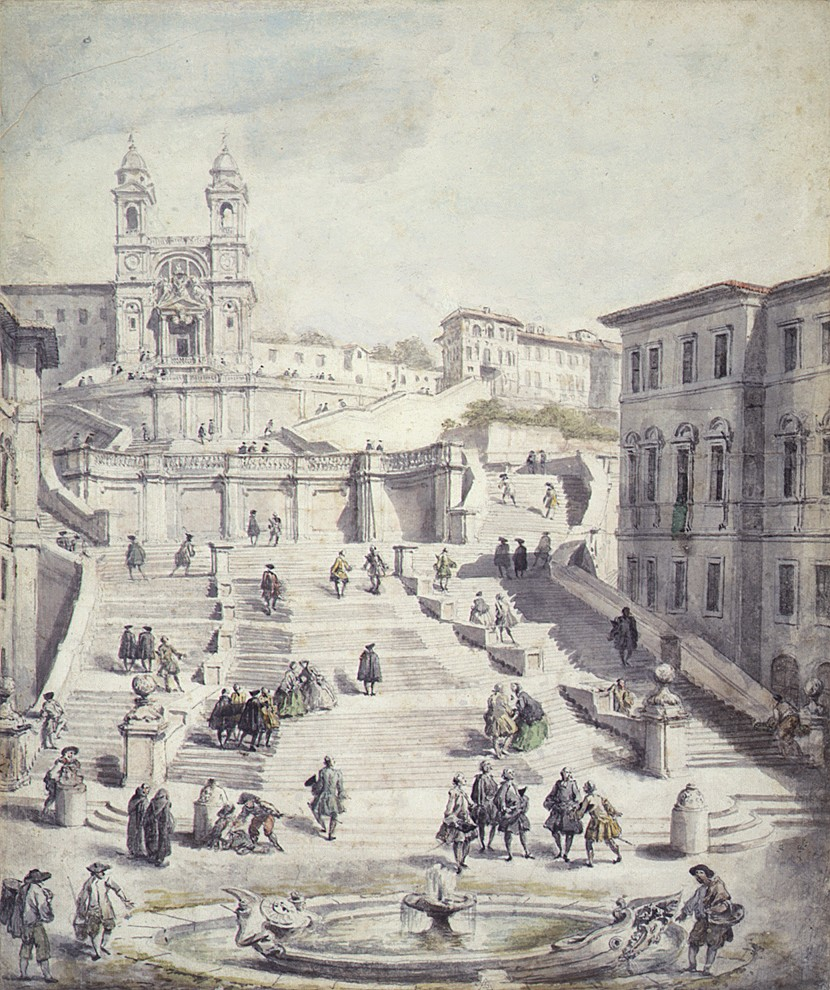
《트리니타 데이 몬티 계단》, 1756년~1758년경, 메트로폴리탄 미술관
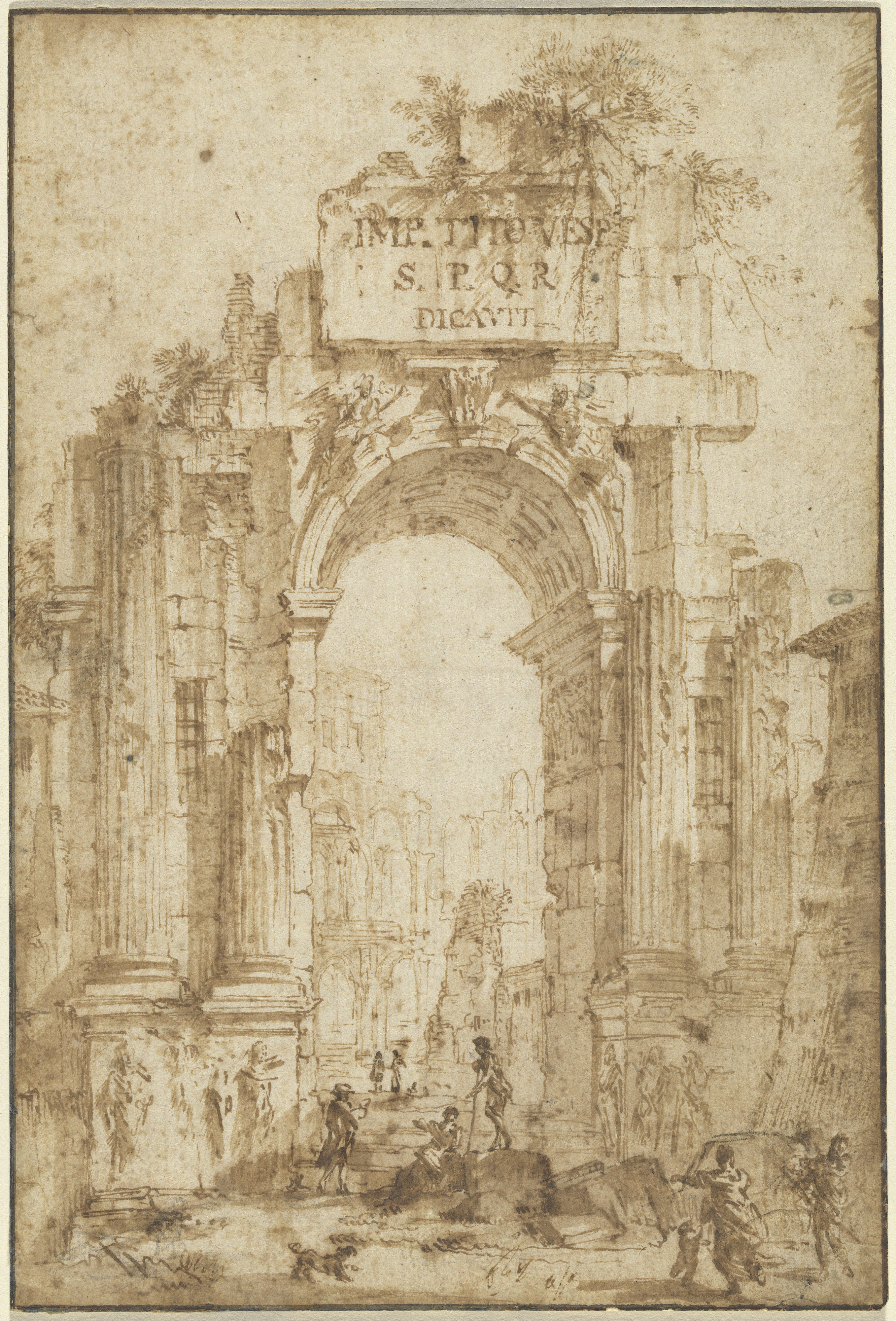
《티투스 개선문》, 내셔널 갤러리 오브 아트
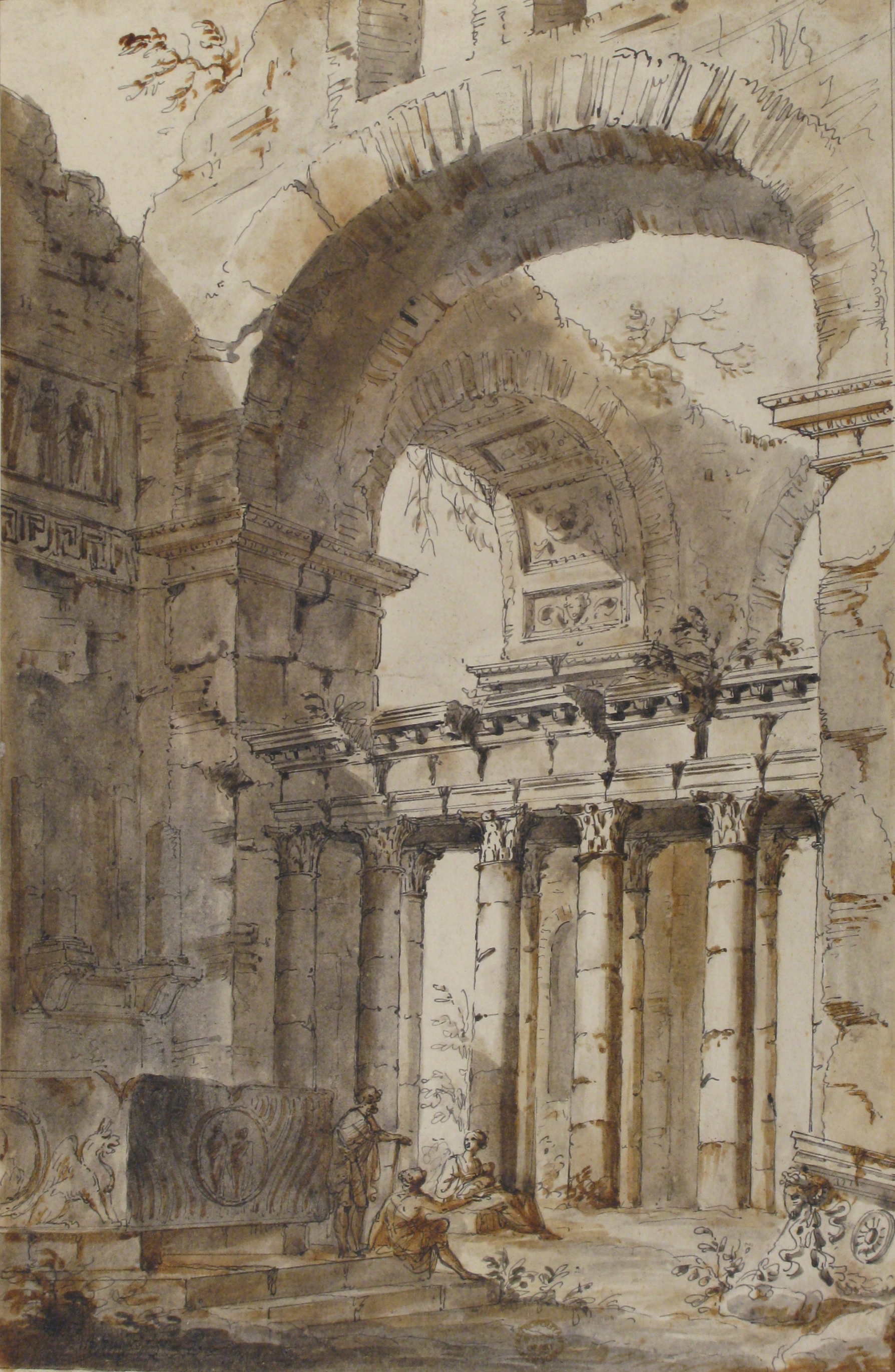
《바실리카 또는 영묘의 유적》, 메트로폴리탄 미술관